# 栋塞勒
栋塞勒（法語：Donceel，法語發音：[dɔ̃sɛl]）是比利时瓦隆大区列日省瓦雷姆區的一个市镇，通行法语，是比利时法语社群的一部分，面积23.31平方千米，人口3,048人（2018年1月1日）。